# Katie Sheridan
Katie Teresa Sheridan (29 december 1986) is een Engelse actrice. Ze is vooral bekend door haar rol als Sophie Norton in de serie Genie in the House, te zien in het Verenigd Koninkrijk, België en Nederland op Nickelodeon, in Turkije op Kanal 1, en in Frankrijk op Canal J.

## Carrière als actrice
| Rol            | Film                       |
| -------------- | -------------------------- |
| Rachel Graham  | Brief Encounters           |
| Sophie Norton  | Genie in the House         |
| Tiener         | Love soup                  |
| Sarah          | Waking the death           |
| Becky Eastwood | Casaulty                   |
| Sam Ryan       | Powers (TV-Serie)          |
| Kat            | Match not Found (Webserie) |

## Bands
| Zangeres | the Tinker Girls |